# David Del Pozo Guillén
David del Pozo Guillén (Getafe, Madrid, 5 de junio de 1997), conocido como David Del Pozo, es un futbolista español. Juega de centrocampista y pertenece a la U. D. Ibiza de la Primera Federación.

## Trayectoria
Se formó en la cantera del Getafe C. F., llegando a debutar con 17 años en su filial. Con ellos jugó durante cuatro temporadas antes de marcharse en verano de 2018 al C. D. A. Navalcarnero, con el que jugó 31 partidos la campaña que estuvo allí.
La temporada 2019-20 estuvo en el Inter de Madrid. El 5 de agosto de 2020, una vez finalizado su contrato, firmó con el Albacete Balompié por tres temporadas.
El 22 de enero de 2021 abandonó el conjunto manchego para jugar cedido en Las Rozas Club de Fútbol hasta el final de la temporada. Regresó a Albacete al término de la misma y se marchó definitivamente el 31 de enero de 2022 tras rescindir su contrato. Días después decidió seguir su carrera en el Racing de Ferrol.
Después de año y medio en Ferrol, donde consiguió un ascenso a la Segunda División, en julio de 2023 fichó por el R. C. Recreativo de Huelva. Allí estuvo dos temporadas antes de fichar en junio de 2025 por la U. D. Ibiza.

## Clubes
| Club                       | País   | Año       |
| -------------------------- | ------ | --------- |
| Getafe C. F. "B"           | España | 2014-2018 |
| C. D. A. Navalcarnero      | España | 2018-2019 |
| Internacional de Madrid    | España | 2019-2020 |
| Albacete Balompié          | España | 2020-2022 |
| Las Rozas C. F. (cedido)   | España | 2021      |
| Racing de Ferrol           | España | 2022-2023 |
| R. C. Recreativo de Huelva | España | 2023-2025 |
| U. D. Ibiza                | España | 2025-     |